# Chacarita (Ecuador)
Chacarita es una población y parroquia rural de la provincia de Los Ríos, Ecuador, jurisdicción del cantón Ventanas de abundante producción agrícola. Su cabecera parroquial es la población de Chacarita. Tiene una población estimada de 3.601 habitantes y una extensión de 65,09 km².
La parroquia fue creada el 11 de julio de 2011 por segregación de la parroquia Zapotal.

## Toponimia
El nombre de Chacarita nace del diminutivo de Chácara o Chacra, voz kichwa que significa "granja", "quinta" o "fundo"

## Historia
Los primeros habitantes que llegaron a la comuna aproximadamente en el año 1880 fueron las familias: Pizarro, Gamarra, Torres, Zamora e Izquierdo, siendo esta última la que mayormente pobló el recinto. Estas familias contrataron al Sr. Leonardo Mosquera como tutor para la educación de sus hijos. Eduardo y Gregorio Izquierdo fueron los benefactores de la comunidad al donar el primero terreno donde se establece la cancha y el segundo al vender la tierra donde se asienta la escuela y que fue comprada por los padres de familia.
Según la historia, se conocía a este lugar en el medio geográfico con el nombre de Río Bobo, debido al río del mismo nombre que lo cruzaba de este a oeste.
En 1948, el señor Erófilo Vega Izquierdo, quien era presidente del equipo de fútbol Chacarita Boys de la ciudad de Guayaquil, propone a los moradores cambiar el nombre del poblado. A partir de 1952, la comunidad tomó el nombre de Chacarita en referencia al famoso equipo de fútbol argentino, considerando las aptitudes de los jóvenes de entonces, destacados en los deportes.

## Geografía

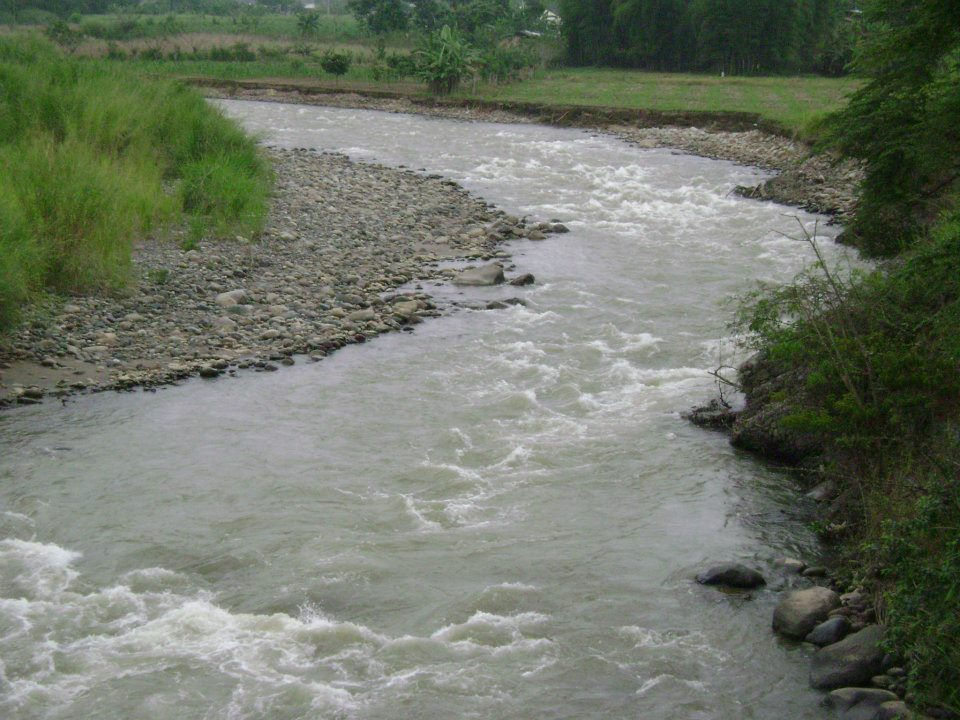
El río Oncebí, en las cercanías de Chacarita.

En lo que respecta a esta variable, se tiene que en la parroquia Chacarita se presenta una gran diversidad en cuanto a los tipos de suelos, niveles del mismo, clases geológicas y demás, la confluencia de ríos y esteros hacen de esta parroquia una localidad con mucho potencial agrícola, pero en lo que respecta al nivel de conservación de flora y fauna no se tienen datos positivos, ya que
debido a que en años anteriores no se contaba con una cultura de protección ambiental, se deforestó y mermó la flora y fauna para extender el territorio agropecuario, que es algo que podemos ver claramente en el cambio del uso de suelo a través de los años, el clima es templado con una media de 24-26 y con precipitaciones medias durante todo el año.

### Relieve
La parroquia Chacarita debido a su cercanía a la región interandina cuenta con unidades geomorfológicas muy peculiares, en las cuales encontramos hacia el oeste relieve montañoso que alcanza a llegar a los 1120 metros sobre el nivel del mar y en lo que
respecta a tierras bajas contamos con que la mayoría del territorio se encuentra conformado por colinas medianas cuya altura va desde los 124 metros hasta los 746 metros aproximadamente, mientras que el área restante de las tierras bajas está repartida entre las llanuras, bancos y diques aluviales y los conos de deyección, que representan a la cuenca del río Oncebi.

### Hidrología
En la parroquia Chacarita podemos ubicar dos ríos representativos, hacia el este el río Runayacau y hacia el oeste el río Zapotal y el río Oncebi, los cuales forman parte de la subcuenca del río Babahoyo, todos estos anteriormente mencionados forman parte de la cuenca del río Guayas. 

### Clima

#### Precipitaciones
Al no contar con datos específicos de la parroquia Chacarita en esta variable se 
consideran los promedios de precipitación mensual en la parroquia zapotal, 
donde al año se registran 1786,7mm, siendo los meses con mayores 
precipitaciones de enero a mayo. 

#### Temperatura
La temperatura del aire es el elemento del clima al que se asigna mayor 
importancia como causa de las variaciones que experimentan el crecimiento, el 
desarrollo y la productividad de los cultivos agrícolas. La información meteorológica del Inhami para la zona donde se ubica la parroquia presenta una 
media de 26,3 °C, siendo los meses más frescos de junio a octubre con temperaturas que no sobrepasan los 25 °C.

#### Tipo de clima
En el territorio de Chacarita se presenta el clima tropical megatermico 
semihúmedo, Las precipitaciones en esta zona varían entre 1.000 y 2.000 mm 
anuales, con una estación lluviosa de diciembre a abril y un verano seco con 
temperaturas medias de 25 °C y humedad relativa que varía de 70 a 90% 
dependiendo de la estación. La vegetación de esta zona es característica de un 
bosque seco.

### Límites parroquiales
| Noroeste: Zapotal     | Norte: Zapotal   | Noreste: Zapotal   |
| Oeste: Zapotal        |                  | Este: Echeandía    |
| Suroeste: Los Ángeles | Sur: Los Ángeles | Sureste: Echeandía |

## Administración
La parroquia Chacarita cuenta con una estructura organizacional de tipo democrática donde su máximo representante es el presidente del Gobierno parroquial, vicepresidente, tesorero – secretario y seguido de vocales principales y suplentes respectivamente.

## Demografía
De acuerdo a los resultados arrojados por el censo económico realizado con la comunidad de la parroquia Chacarita en conjunto con miembros del departamento de planificación del Gobierno Provincial de Los Ríos, la población total de la parroquia es de 2307 personas. 1227 (53.2 %) son hombres y 1080 (46.8 %) son mujeres obteniendo una densidad poblacional de 37,15 habitantes/km², el dato de densidad parroquial nos indica que existe poca concentración de la población dentro de este territorio y más aún dentro de la cabecera parroquial, lo que trae como consecuencia que se requiera de los servicios públicos de manera coherente.

### Migración
En la parroquia Chacarita existe un bajo nivel de emigración externa e igual nivel de migración escolar, el primero de los casos se dan en los habitantes de la parroquia que optan por trasladarse a vivir a la ciudad de Ventanas o a ciudades aledañas, ya sea por necesidad laboral como por otras causas y la migración escolar que esta dad por el número de estudiantes básicos y de ciclo diversificado que optan por trasladarse a otras ciudades a realizar sus estudios.

## Economía
En la parroquia Chacarita están presentes los 3 sectores de la economía solidaria los cuales se detallan a continuación: en el sector primario, el principal hito económico es la producción agropecuaria liderada por los policultivos donde predominan la siembra y cosecha de los cultivos de cacao, banano, café y maíz, en el sector secundario predomina los establecimientos de comercio de productos de primera necesidad y de productos agrícolas ya que la parroquia no cuenta con centros de abastos y mercados disponibles, finalmente tenemos el sector terciario que se encarga de brindar servicios varios para que los sectores primarios y secundarios rindan al máximo.

## Centros poblados
La parroquia Chacarita cuenta con 17 recintos que se detallan a continuación.
- Campo Alegre
- Chacarita (Cabecera parroquial)
- Colina de los Cerros
- Corazón de Jesús
- El Recuerdo
- La Filomena
- La Industria
- Las Antenas
- Nueva Comunidad
- Pailón A
- Pailón B
- Pailón Tropical
- Pasaje B
- Puerto Rico
- Santa Ana
- Voluntad de Dios
- Yuyumbí